# Tangina sinensis
Tangina sinensis är en insektsart som beskrevs av Ronald Gordon Fennah 1956. Tangina sinensis ingår i släktet Tangina och familjen vedstritar. Inga underarter finns listade i Catalogue of Life.